# ケア島
ケア島（ケアとう、ギリシア語: Κέα / Kea）は、エーゲ海のキクラデス諸島北西部に位置するギリシャ領の島。

## 名称
古くはケオース島（（古代ギリシア語: Κέως / Keos）と呼ばれ、ケオス島とも表記される。ラテン語でもケオス島（Ceos）の名で呼ばれた。
ツィア島（ギリシア語: Τζια / Tzia、その他のアルファベット表記: Gia, Zea）とも呼ばれる。

## 地理
アッティカが最も近く、ラヴリオからフェリーで約1時間。スニオン岬からだと約20km、アテネからだと南西に60km付近にある。砂漠気候で、丘が多い。大きさは南北19km、東西9km。面積は129km2。一番高いところで標高560m。
中心地のIoulisは標高の高いところに位置し（古代のキクラデス諸島の植民地のほとんどがそうだが、海賊の襲撃を恐れたからである）、絵のように美しい。他にも、Korissiaという港、Vourkariという漁村がある。アテネ市民の週末のヨット遊びの目的地として見直されるがここ何十年かは人口の減少に悩まされ、2001年現在、2417人しか住んでいない。

## 歴史
青銅器時代、ケア島のAgios Nikolaos付近には現在「アギア・イリニ」と呼ばれる植民地があり、ミノア文明後期からミケーネ文明初期にかけて（紀元前1600年〜紀元前1400年）栄えた。
古代ギリシア時代には、シモーニデースとその甥バッキュリデース（ともに抒情詩人）、ソフィストのプロディコスの出身地として知られる。
その後、東ローマ帝国の領土となり、多くの教会が建設され、島は繁栄した。1204年、第4回十字軍でヴェネツィアが占領。1278年、東ローマ帝国に返還。1296年、再度ヴェネツィアに占領され、Ioulisの古代のアクロポリスの上に城が建てられた。港は海賊の避難所となり、1470年になると島には200人の住民しかいなくなった。
1527年にはオスマン帝国に占領された。しかしトルコ人は島に住まず、代わりにアルヴァニテス（アルバニア語を話すギリシャ人集団）を16世紀の終わり頃、島に植民した。この期間、ケア島には、平安を望む多くの宗教的・知的人々が集まった。トルコ人がほとんどいない島だったからである。だが、1668年に島の住民がヴェネツィアを味方したことで、島はトルコ人たちによって破壊された。一方残った住民たちには住む権利を許され、その世紀の末には人口は3000人に達した。

## 行政区画

### 自治体（ディモス）
地方自治体としてのケア市（Δήμος Κέας）は、キクラデス地方ケア＝キトノス県に属する。市域には、1組のフェリー会社と海運会社を有するマクロニソス島を含む。

キクラデス諸島の自治体。ケア市は8。

## 著名な人物
- シモーニデース - 抒情詩人。
- バッキュリデース - 抒情詩人。
- プロディコス - 哲学者。
- テラメネス（英語版、ギリシア語版）、政治家。
- ケオスのアリストン（英語版、ギリシア語版） - 逍遙学派の哲学者。
- エマヌエル・パパドプーロス（英語版、ギリシア語版、ロシア語版） - ロシア帝国の少将。
- メレチウス三世（英語版、ギリシア語版） - コンスタンティノープル総主教。
- ヴァシリオス・ラコン - 19世紀の数学者、物理学者。
- キパリソス・ステファノス - 19,20世紀の数学者。